# Marta Gonçalves
Marta Maria Do Socorro Lima Barros Gonçalves, (Fortaleza, 23 de julho de 1956), é deputada estadual eleita pelo estado do Ceará, é filiada ao Partido Liberal (PL).
Em maio de 2023 ela, junto de outros deputados do PL, foram cassados por fraude da cota de gênero. O grupo tentou entrar com recurso, mas esse foi negado pela justiça. Em abril de 2024, o TSE deu parecer pela manutenção da cassação.